# Bogdan Mladenović
Bogdan Mladenović (Kirin Serbia: Богдан Младеновић; sinh ngày 4 tháng 4 năm 1996) là một tiền vệ bóng đá Serbia thi đấu cho Rad.

## Sự nghiệp quốc tế
Mladenović ra mắt quốc tế cho đội Serbia B trong thất bại trận giao hữu không chính thức 3-0 trước Qatar.